# Università di Cambridge

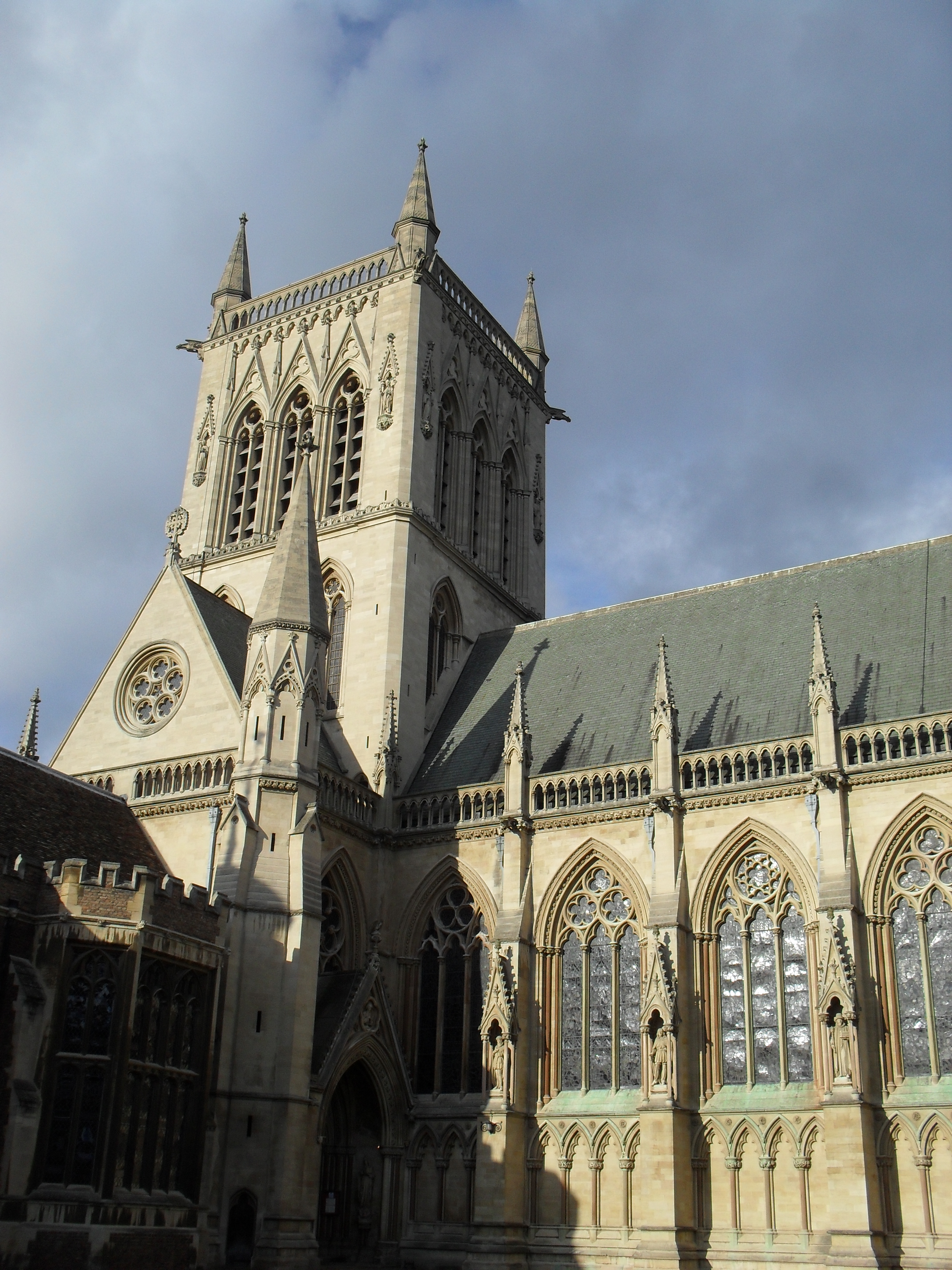
La torre del St John's College

L'Università di Cambridge (in inglese University of Cambridge) è la seconda università del Regno Unito per data di fondazione. Situata nell'omonima città dell'Anglia orientale, essa ospita quasi 20 000 studenti e più di 5 000 fra ricercatori e docenti. Secondo la leggenda, venne fondata da alcuni studenti nel 1209, dopo essere fuggiti da Oxford in seguito ad una lite con i locali. Tradizionalmente fra le due istituzioni – collettivamente conosciute con l'espressione Oxbridge – esiste una forte rivalità accademica e non solo, come testimoniato dalla Regata Oxford-Cambridge.

## Storia

### Fondazione
Si narra che le origini dell'università derivino da una condanna a morte preparata verso due studenti ad Oxford per l'omicidio di una donna nel 1209, apparentemente con l'assenso di re Giovanni d'Inghilterra. Ciò avrebbe causato proteste da parte del corpo studentesco, portando alla sospensione delle attività didattiche e creato un forte attrito con i residenti locali. In molti furono indotti a lasciare la città, divenuta ostile, per recarsi altrove, come a Reading o a Parigi. Anche Cambridge fu una delle mete prescelte, dato che esisteva già un'istituzione di studi superiori, nonostante non fosse riconosciuta come università: status, questo, concesso nel 1231 da re Enrico III d'Inghilterra, insieme ad alcune sovvenzioni statali ed esenzioni dalle tasse.
La sua intenzione era di regolamentare la vita nella piccola città, punendo comportamenti irresponsabili dei giovani, ma allo stesso tempo garantendone la protezione verso canoni di affitto esagerati. Una bolla pontificia di papa Gregorio IX diede il permesso ai laureati di Cambridge di insegnare in qualunque Paese cristiano. Nel 1290 venne assegnato a Cambridge lo statuto di studium generale da papa Niccolò IV e divenne così frequente il transito di docenti di varie istituzioni europee presso l'università britannica per dare lezioni magistrali.

### Town and gown
Per differenziare gli abitanti locali dai membri dell'ateneo si adopera la dizione "Town and gown" (città e toga). Storie di rivalità si riscontrano fin dagli albori: nel 1381 vi furono forti scontri che portarono ad attacchi e saccheggi di diverse proprietà universitarie. A seguito di questi eventi, vennero dati poteri straordinari al Cancelliere, come il permesso di perseguire i criminali e la possibilità di assicurare l'ordine nella città, ad esempio nella concessione delle licenze. Vari tentativi di conciliazione si susseguirono: nel XVI secolo vennero firmati vari accordi fra le due parti, migliorando la qualità delle strade e degli alloggi. Gli episodi di peste intorno al 1630 furono però fonte di nuove divisioni: per evitare l'esodo degli studenti, molti collegi si fortificarono lasciando fuori i bisognosi.

### La nascita dei collegi
I collegi sono stati fondati solo successivamente alla nascita dell'università soprattutto grazie alle donazioni di ex-studenti o professori; inizialmente esisteva anche un diverso tipo d'istituto, l'ostello, che era invece sostenuto finanziariamente dagli stessi allievi che vi vivevano. Gli ostelli sono stati gradualmente riassorbiti dai vari collegi, tanto che molte costruzioni in diverse zone della città riportano ancora gli antichi nomi di questi alloggi.
Il primo collegio, il Peterhouse, fu fondato nel 1284. In molti seguirono nei secoli successivi, anche se vi fu un lasso di 204 anni fra il Sidney Sussex (1596) e il Downing College (1800). L'ultimo in ordine temporale è il Robinson, aperto dal 1970, anche se l'Homerton ha raggiunto lo statuto ordinario solo dal marzo 2010 (prima era solo una "società approvata").
In tempi medievali la motivazione che portava all'edificazione dei collegi era di permettere agli studenti di pregare per l'anima dei fondatori: per questo erano spesso affiliati a chiese e parrocchie. Con la dissoluzione dei monasteri in Inghilterra (1536) ci fu un cambiamento del curriculum dallo scolasticismo verso uno studio più incentrato sulla Bibbia, il classicismo e la matematica. Concomitante alla riforma protestante, Cambridge si allontanò anche dal cattolicesimo e molti dei suoi intellettuali iniziarono ad apprezzare le idee del luteranesimo.
Quasi un secolo dopo, l'università fu al centro di un altro scisma religioso: molti dei nobili ed intellettuali ritenevano la chiesa anglicana troppo vicina a quella cattolica ed utilizzata come pretesto dalla famiglia reale per usurpare i poteri locali. L'Anglia orientale divenne così il centro del movimento puritano e Cambridge produsse molti pensatori che influenzarono od andarono direttamente a formare la colonia di Massachusetts Bay nel 1630, anno del fenomeno della grande migrazione di 20 000 fedeli puritani.

### Matematica applicata e fisica
Dal XVII secolo l'università iniziò a focalizzarsi verso gli studi scientifici, in particolare la matematica e la fisica. Lo studio di queste materie fu reso obbligatorio per la laurea, e veniva richiesto ad ogni studente di affrontare l'esame per il Bachelor of Arts, il primo tipo di laurea a Cambridge che unisse argomenti scientifici ed artistici. L'esame divenne poi noto con il nome tuttora in uso di Tripos. Il Tripos matematico di Cambridge divenne presto il più prestigioso fra i corsi offerti, e sfornò scienziati come James Clerk Maxwell, Lord Kelvin e Lord Rayleigh. Nel corso del XIX secolo fu duramente criticata per la scelta di non insegnare la ormai affermata algebra dei gruppi.

### XIX e XX secolo
Dopo il Cambridge University Act del 1856, con il quale si formalizzò la struttura d'organizzazione dell'ateneo, venne introdotto lo studio di altre materie come diritto, storia, teologia e lingue moderne. Le risorse necessarie per lo studio di arte, architettura ed archeologia furono generosamente donate da Richard Fitzwilliam (Trinity College), a sua volta erede di una grande fortuna. Fra il 1896 e il 1902, il Downing College vendette una porzione dei suoi terreni, permettendo l'erezione del Downing Site, con nuovi laboratori scientifici e dipartimenti come quelli di anatomia, genetica e scienze della Terra. Negli stessi anni fu creato il New Museums Site, comprendente il laboratorio Cavendish per la fisica e altri fabbricati per la chimica e la medicina.
L'insegnamento fu duramente colpito dagli avvenimenti della prima guerra mondiale che vide la partecipazione di quasi 14 000 membri dell'università e la morte di 2 470 di essi. Di conseguenza, aiuti finanziari da parte dello Stato cominciarono a fluire nelle casse dell'istituzione, ma non dei collegi. Il periodo seguente alla seconda guerra mondiale vide una rapida espansione sia nel numero di studenti che negli spazi disponibili per l'insegnamento; l'aumento della popolarità fu dovuto anche alla fama raggiunta da molti degli scienziati legati a Cambridge.

### Istruzione femminile
Inizialmente, erano ammessi all'università solo alunni di sesso maschile. I primi collegi solo per donne furono il Girton College, fondato nel 1869, seguito nel 1872 dal Newnham College. La prima volta in cui le donne furono ammesse agli esami fu nel 1882, ma i tentativi di rendere le studentesse membri ufficiali dell'università fallirono fino al 1947. Cambridge non concesse diplomi di laurea alle donne fino al 1921, sebbene fosse loro consentito di seguire le lezioni e sostenere gli esami, con il risultato che venivano dati diplomi secondari oppure sotto il nome di altre istituzioni di studio.
Dato che tutti gli studenti devono essere membri di un college e i collegi più antichi rimanevano aperti solo agli uomini, dopo la seconda guerra mondiale vi fu un rapido sviluppo dei collegi femminili; nel 1972 il Churchill College fu il primo ad ammettere studenti di ambedue i sessi. Infine, nel 1988 tutti i collegi più tradizionali furono aperti anche alle donne; tuttavia rimangono collegi dedicati solamente alle donne, registrando dunque un'inversione del fenomeno. Dopo l'apertura agli uomini del St Hilda's College di Oxford nel 2008, Cambridge è l'unica università del Regno Unito avente un numero di collegi che rifiutano l'ammissione degli studenti di sesso maschile.

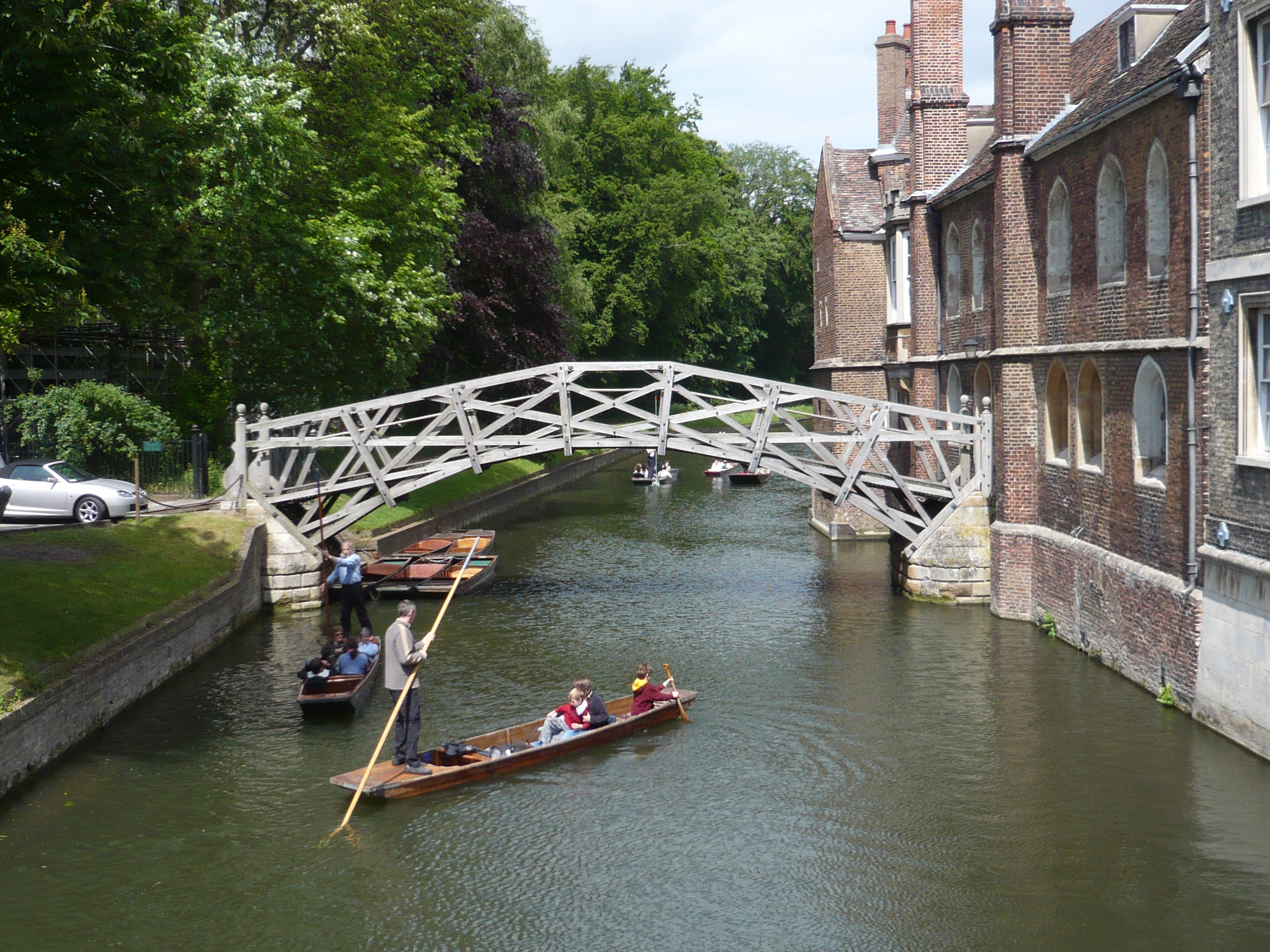
Il Mathematical bridge sopra il fiume Cam presso il Queens' College

### Tradizioni, miti e leggende
Per via della lunga storia della università, sono nati numerosi miti, leggende e tradizioni tramandate per generazioni. Una di queste tradizioni è il cucchiaio di legno (Wooden Spoon), un "premio" assegnato fino al 1909 a colui che riceveva il voto più basso, che non fosse una bocciatura, nel Tripos di matematica. Dopo tale data, i risultati di questo Tripos vennero pubblicati non più in ordine di merito ma in ordine alfabetico secondo le varie classi, per cui questa pratica perdette senso e venne abbandonata. Uno degli avvenimenti più noti è il tradizionale concerto di Natale, che si svolge annualmente la sera della vigilia e viene trasmesso in diretta nel Regno Unito dalla BBC, sia per radio che per televisione. L'evento si tiene nella cappella del King's College ad opera del coro, che è costituito da studenti del collegio stesso.
Una leggenda vuole che il "ponte matematico" (Mathematical bridge), costruito da Newton, fosse inizialmente assemblato: senza viti, utilizzando solo l'ausilio di un corretto bilanciamento delle forze fisiche. Quando alcuni professori negli anni successivi decisero di esaminare il ponte, non riuscirono più a riassemblarlo e si trovarono dunque a dovervi applicare numerose viti.
Un mito riguardante la ricchezza del Trinity College spiega come sia possibile camminare lungo la strada fra Cambridge ed Oxford soltanto su terreni di proprietà del collegio stesso.

## Strutture
L'Università occupa una posizione centrale all'interno della piccola città di Cambridge con la popolazione studentesca che ammonta a circa il 20% di quella totale. I collegi più antichi sono situati nel centro della città, dove scorre anche il fiume Cam.

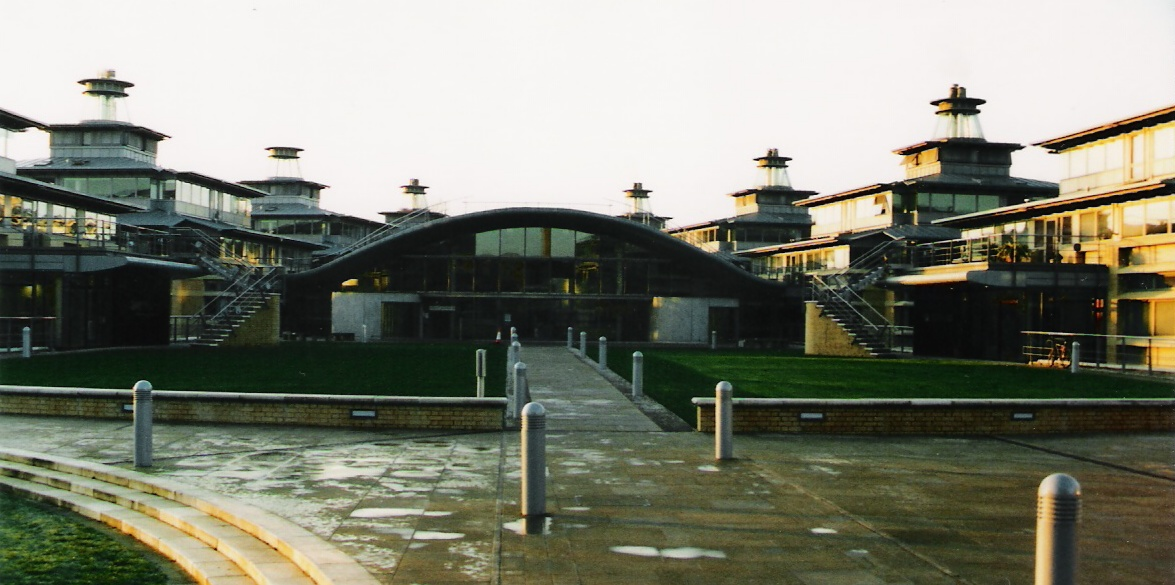
Centro Studi Scienze Matematiche di Cambridge

L'istituzione si sviluppa in diversi siti sparsi per la città. I principali sono:
- Addenbrooke's
- Downing
- Madingley/Girton
- New Museums
- Old Addenbroke's

- Old Schools
- Silver Street/Mill Lane
- Sidgwick
- West Cambridge

L'ospedale di Addenbrooke's, situato poco fuori dal centro, ospita anche la School of Clinical Medicine. Il West Cambridge Site è un luogo in espansione dell'università: situato nella zona ovest della città, ospita i dipartimenti più moderni come il Laboratorio Cavendish e ha diversi piani di ampliamento per sostituire altre facoltà e costruire nuovi campi sportivi.
The Cambridge Phenomenon è l'area in cui si sono create e sviluppate numerose aziende tecnologiche, biotecnologiche e di servizi correlate alla presenza dell'università.

### Scuole, facoltà e dipartimenti

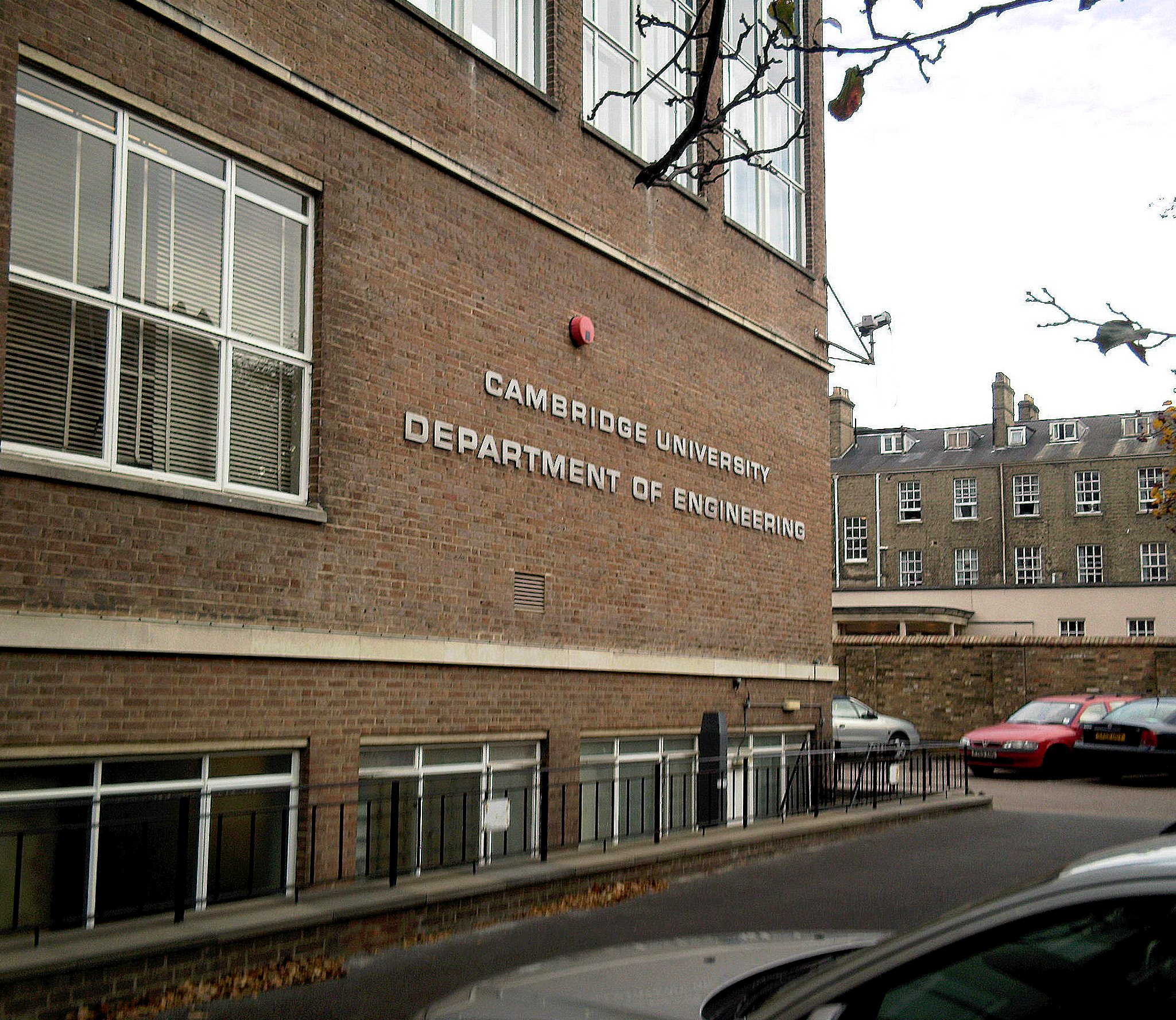
Dipartimento di Ingegneria presso l'Università di Cambridge

In aggiunta ai trentuno collegi, l'università è costituita da più di centocinquanta fra: dipartimenti, scuole, sindacati ed altri istituzioni. Una "scuola", sei in totale a Cambridge, viene definita come un grande gruppo amministrativo che ha la responsabilità delle relazioni fra le facoltà, supervisionata da un "consiglio":
- Arte e discipline umanistiche (Arts and Humanties)
- Scienze biologiche (Biological Sciences)
- Medicina clinica (Clinical medicine)

- Scienze Umane e Sociali (Humanities and Social Sciences)
- Scienze fisiche (Physical sciences)
- Tecnologia (Technology)

### Collegi
Tutti gli studenti e la maggior parte del personale accademico sono affiliati ad un collegio. Agli studenti viene fornito vitto ed alloggio, nonché accesso alla biblioteca del collegio. Qui vengono in genere organizzate le supervisions. Ogni college possiede una "sala grande", un luogo di socializzazione dove vengono serviti giornalmente i pasti e dove avvengono le cerimonie ufficiali e le cene formali. Fra i diversi collegi, essendo indipendenti, alcuni di essi tendono a specializzarsi con una propensione per particolari materie: è il caso del Churchill che dichiara di focalizzarsi verso le scienze e l'ingegneria.
I college sono trentuno, tre dei quali ammettono solo donne, due solo studenti già laureati (graduate students) e altri quattro solo studenti che abbiano compiuto ventun anni:
- Christ's College (1505)
- Churchill College (1960)
- Clare College (1326)
- Clare Hall (1965) †
- Corpus Christi College (1352)
- Darwin College (1964) †
- Downing College (1800)
- Emmanuel College (1584)
- Fitzwilliam College (1966)
- Girton College (1869)
- Gonville and Caius College (1348)
- Homerton College (1976)
- Hughes Hall (1885) ‡
- Jesus College (1496)
- King's College (1441)
- Lucy Cavendish College (1965)

- Magdalene College (1428)
- Murray Edwards College (1954) *[38]
- Newnham College (1871) *
- Pembroke College (1347)
- Peterhouse (1284)
- Queens' College (1448)
- Robinson College (1979)
- St Catharine's College (1473)
- St Edmund's College (1896) ‡
- St John's College (1511)
- Selwyn College (1882)
- Sidney Sussex College (1596)
- Trinity College (1546)
- Trinity Hall (1350)
- Wolfson College (1965) ‡

*solo per donne
†solo per studenti postgraduate

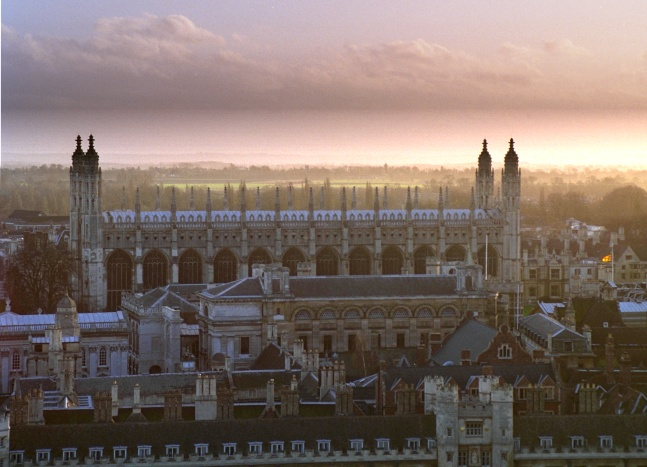
Vista sul Trinity College, Gonville and Caius, Trinity Hall e Clare College, con la cappella del King's College chiaramente visibile in primo piano

‡solo per mature students (più di 21 anni)
Sei ulteriori collegi, il Westcott House (anglicano), il Westminster College (riformato), il Ridley Hall (anglicano), il Margaret Beaufort (cattolico romano), il IOCS (ortodosso), ed il Wesley House (metodista) sono membri della Cambridge Theological Federation; risultando associati all'università, i loro allievi hanno diritto a ricevere l'insegnamento e il diploma di laurea in teologia.
Gestione del collegio

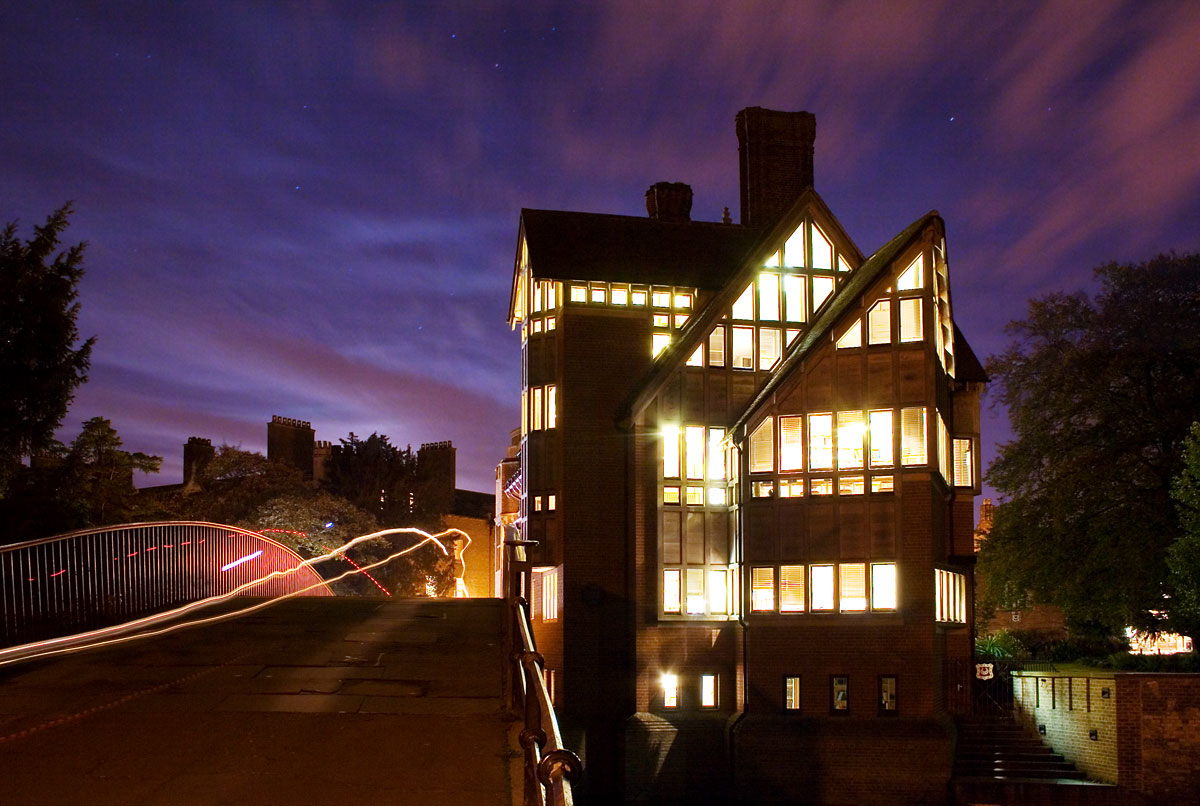
La biblioteca del Trinity Hall

All'interno del collegio vi sono varie figure. Il capo è in genere indicato come Master; il Senior Tutor si occupa, insieme al Dean, della disciplina e di assicurarsi che l'insegnamento proceda regolarmente; il Tutor è una figura di supporto non accademico e può fare da mediatore nei rapporti fra gli studenti e le autorità universitarie; il Director of Studies (DoS) si occupa invece del supporto allo studente nel campo accademico, organizzando le lezioni e fornendo resoconti sul progresso degli studi; il Porter controlla l'accesso al collegio, verificando che solo i suoi membri possano entrare quando il college è chiuso ai visitatori; le Bedder si occupano di pulire le stanze e le aree comuni; il Bursar amministra le finanze; il Chaplain dirige le funzioni religiose legate alla chiesa all'interno del collegio e fornisce supporto pastorale; il Praelector è responsabile di mantenere il registro dei membri del collegio e presentare gli studenti alla cerimonia di laurea; infine, il Fellow è un membro del corpo docente che, oltre a beneficiare di fondi per la ricerca all'interno del dipartimento in cui opera, riceve un regolare stipendio dal collegio per l'istruzione degli studenti.

### Biblioteche e musei
L'università possiede più di cento biblioteche e numerosi musei. La biblioteca centrale è la Cambridge University Library: essendo un deposito legale conserva tutti i libri pubblicati nel Regno Unito. Molti dipartimenti possiedono biblioteche specializzate. Ogni collegio ha una propria biblioteca privata e alcune conservano al loro interno manoscritti antichi e preziosi, come la Parker Library del Corpus Christi College che possiede una collezione di libri risalenti all'inizio del Medioevo.
Il museo Fitzwilliam espone opere di artisti come Tiziano, William Blake e Alfred Sisley. L'università è anche provvista di un giardino botanico, aperto nel 1846.
L'università possiede inoltre la Cambridge University Press, una delle case editrici più antiche.

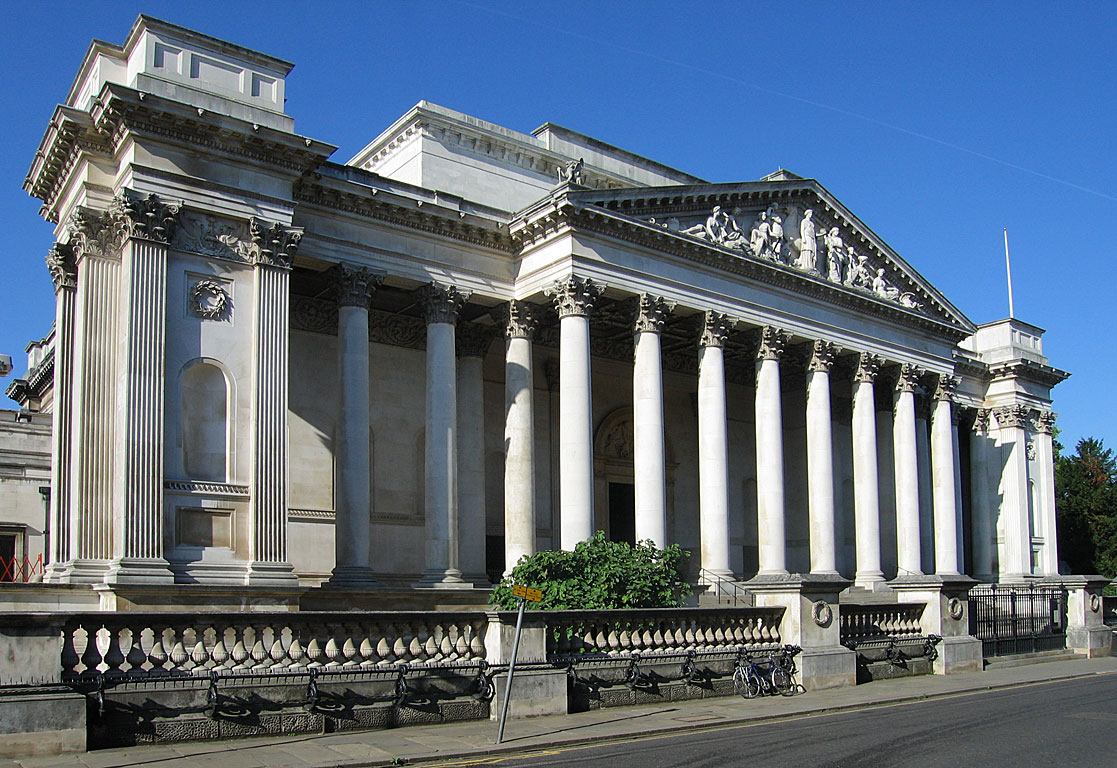
Il Fitzwilliam Museum

Altre collezioni degne di nota sono:
- il Kettle's Yard, galleria d'arte contemporanea
- il museo di archeologia e antropologia
- il museo di zoologia
- il museo di archeologia Classica (Ark)
- il Whipple Museum che si occupa di storia della scienza
- il Sedgwick Museum che raccoglie fossili e minerali
- lo Scott Polar Research Institute, dedicato a Robert Falcon Scott e alla sua spedizione polare

## Vita studentesca

### Unione studenti
La Cambridge University Students' Union (CUSU), fondata nel 1964 con il nome di Student Representative Council (SRC), rappresenta tutti gli studenti dell'università, iscritti d'ufficio all'associazione. Essa è controllata da sei o sette membri che si dedicano a tempo pieno della Union. Si occupa del rapporto fra gli studenti e l'organizzazione centrale, promuovendo riforme e dialogando con il vice-cancelliere e la Senate House; programma anche vari eventi sociali durante l'anno accademico.

### Societies
A Cambridge esistono molti piccoli gruppi, definiti Societies, che raccolgono gli studenti interessati a particolari ambiti, ad esempio vi sono società che uniscono studenti provenienti da una particolare nazione. Le societies, non ricevendo finanziamenti dall'università, debbono autofinanziarsi o chiedere aiuto alla Students' Union.

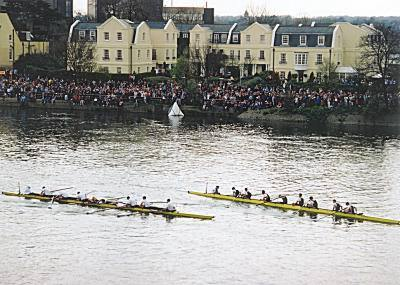
L'arrivo della regata Oxford-Cambridge del 2002

### Sport
Cambridge mantiene una lunga tradizione negli sport. Il più popolare è il canottaggio, data la vicinanza del fiume Cam: caratteristiche sono le bumps, particolari gare fra gli equipaggi dei diversi collegi dove una serie di imbarcazioni partono a distanza ravvicinata per rincorrersi lungo il percorso. L'obiettivo è riuscire a toccare (bump) l'avversario di fronte: chi ha successo nell'impresa può partire dalla posizione superiore il giorno successivo e così via fino a raggiungere la Head of the River (testa della corsa). Annualmente si tiene la regata Oxford-Cambridge (The Boat Race) dove, lungo il Tamigi, gareggiano i due equipaggi migliori delle due istituzioni.
Altro importante evento sportivo è il Varsity Match di rugby union che dal 1872 vede contrapposte le università di Cambridge e Oxford a Twickenham. Molto seguito è anche il The University Match di cricket. Per gli altri sport esistono i Varsity Matches, tenuti sempre contro la rivale Oxford.
Gli atleti che competono in alcuni sport possono richiedere l'assegnazione del Cambridge Blue, che prende il nome dal colore ufficiale delle squadre universitarie: l'attribuzione del premio è a discrezione di un comitato, l'Hawks' Club e va solo a chi si è distinto particolarmente sul campo.

### Radio, giornali, musica e teatro
Gli studenti hanno fondato, insieme ai colleghi della Anglia Ruskin University, una stazione radio, denominata Cam FM. La scena musicale e teatrale è molto sviluppata, vi sono infatti: produzioni studentesche come quelle dei Footlights, gruppi quali la Cambridge University Musical Society e quattro orchestre con direttori professionisti. I tre principali giornali universitari sono: il Varsity, fondato nel 1947, il The Cambridge Student (TCS), suo rivale più giovane e il The Tab, pubblicato dal 2009 e avente un tono più umoristico.

La Survivor's Photo (foto dei sopravvissuti) al termine di un May Ball

### Formal Halls e May Balls
I collegi offrono eventi ufficiali durante l'anno come cene e balli di fine trimestre. La Formal Hall si tiene a cadenza regolare durante il term e consiste in una cena formale nella sala grande del collegio. Per l'occasione vengono sfoggiati vestiti accademici sopra un abito da sera o uno smoking. I Fellows siedono ad un tavolo rialzato (high table) dopo aver pronunciato una preghiera in latino e la cena viene poi servita. In occasione di feste come il Natale il menu è più ricco e la cerimonia più stravagante.
Dopo il periodo di esami si tiene il May Week. Sono organizzati dei balli, denominati May Balls, che durano tutta la notte e nei quali vengono offerte varie forme di: intrattenimento musicale, fuochi d'artificio, cibo e bevande. La domenica di quella settimana prende il nome di Suicide Sunday ed è la data preferita per organizzare i Garden Parties, buffet all'aperto nei giardini del collegio.

## Struttura accademica
Tutti i corsi di livello undergraduate, chiamati Tripos, portano all'ottenimento di un Bachelor of Arts o BA Hons. (Cantab), dopo tre anni di studi. Ogni Tripos è diviso in diverse parti (Parts) che corrispondono agli anni di studio; è possibile combinare Parts fra Tripos diversi, ma è necessario completarne un certo numero per poter arrivare alla laurea. Di solito gli studenti completano tutte le parti di ogni Tripos. Alcuni corsi, come ingegneria e scienze naturali, offrono un quarto anno, al termine del quale si ottiene un Master.
Un'altra particolare condizione richiesta agli studenti è quella di "keeping terms", ovverosia essere fisicamente presenti nella città di Cambridge, entro un raggio di 10 miglia dalla Church of St Mary the Great, per l'intera durata dei tre Full Term annuali: questo requisito, previsto dallo statuto dell'università, va rispettato per almeno nove trimestri (dodici nel caso della laurea a livello Master).
Per convenzione, chi possiede un BA assegnato da Cambridge ha automaticamente diritto di ricevere un Master of Arts (MA), una laurea di livello superiore nel Regno Unito, dopo sei anni dalla data di registrazione all'università. Esso viene conferito senza aver bisogno di sottoporsi ad alcuna prova d'esame.
Esistono infine programmi di scambio che permettono a chi già possieda un diploma da un'università affiliata a Cambridge di ottenere un BA in soli due anni: chi prende parte a questa opportunità è definito un Affiliated student. Cambridge ha anche una forte collaborazione con il Massachusetts Institute of Technology (MIT) dal 2000, grazie alla quale riesce a godere di scambi studenteschi della durata di un anno fra i due istituti.

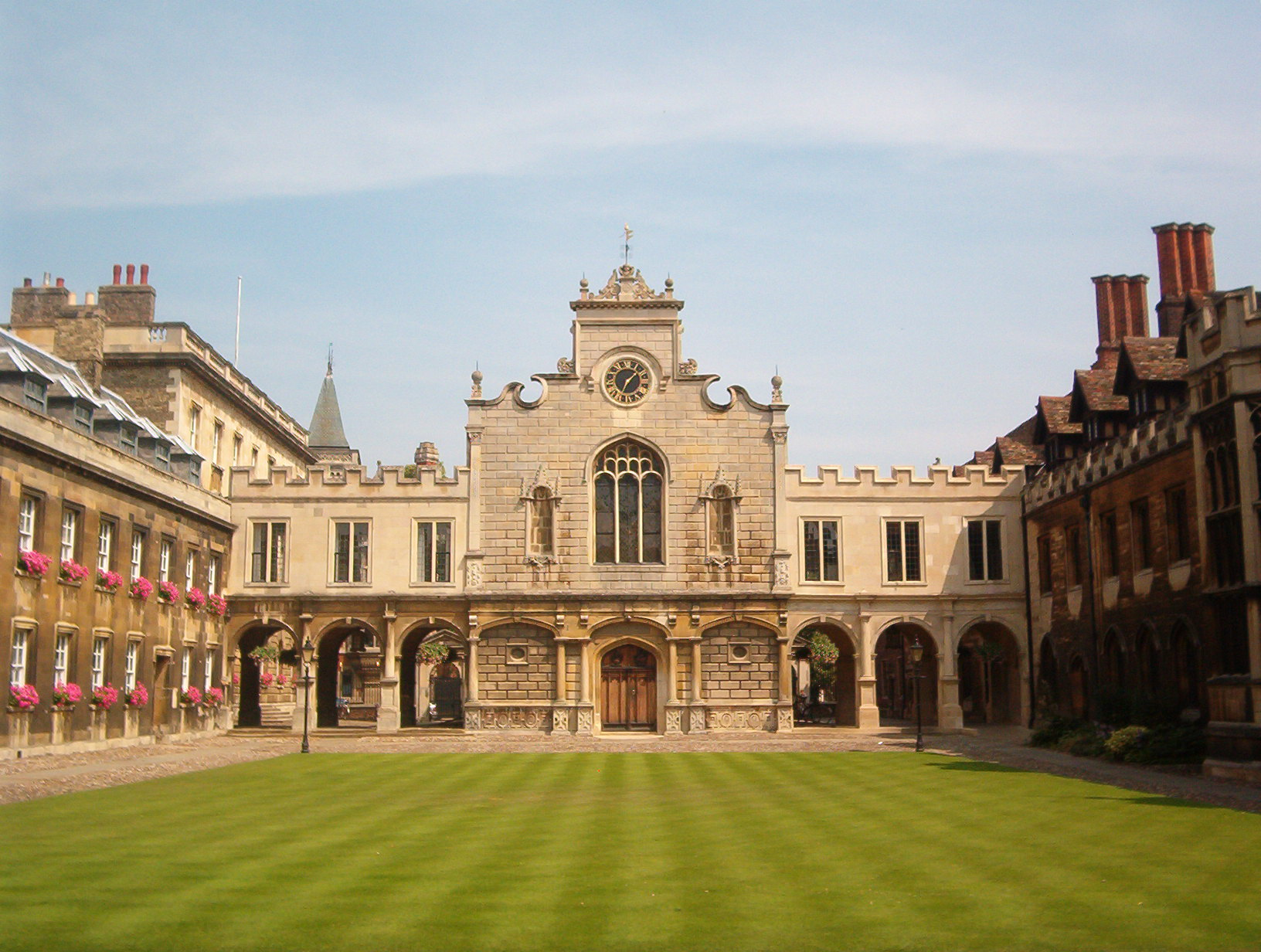
La Old Court del Peterhouse, il primo collegio dell'università

### Anno accademico
L'anno accademico è diviso in tre trimestri (o term), determinati dallo Statuto dell'università. Il Michaelmas Term (parola macedonia da San Michele e Natale) si svolge tra ottobre e dicembre; il Lent Term (da quaresima) cade tra gennaio e marzo ed infine l'Easter Term (dalla Pasqua) si svolge da aprile a giugno. All'interno di questi term ci sono i cosiddetti Full Term (trimestre completo) che hanno la durata di otto settimane. È all'interno di questi periodi che avviene l'insegnamento e gli studenti sono obbligati a vivere nel loro collegio per l'intera durata. I trimestri sono considerevolmente più brevi rispetto alle altre università britanniche. L'anno accademico prende il via da ottobre e fra le ultime settimane di maggio ed inizio giugno vengono organizzate la maggior parte delle prove di esame.

### Metodi di insegnamento

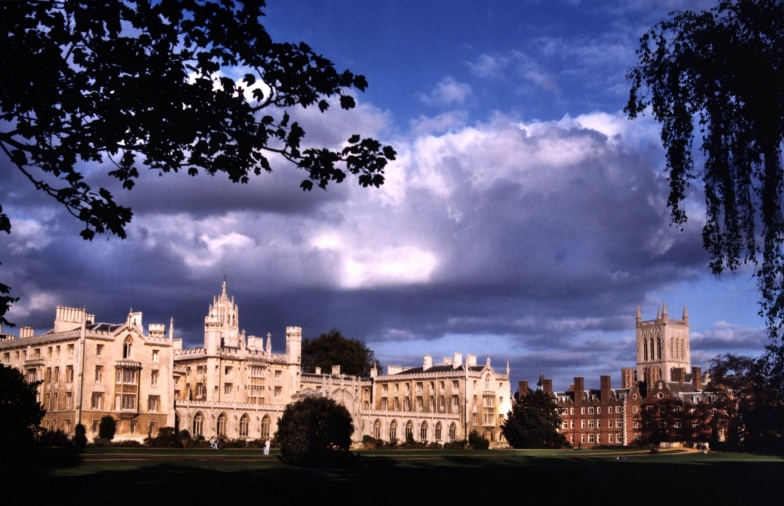
Vista del St John's College

Il principale strumento di insegnamento sono le supervisions, sessioni di studio della durata di un'ora in piccoli gruppi di ragazzi sotto la supervisione di un professore o uno studente che sta eseguendo un dottorato di ricerca (PhD). Questo sistema è una peculiarità che differenzia Cambridge da enti analoghi. I laureandi devono in genere completare del lavoro assegnatogli, che verrà discusso durante l'ora di gruppo, insieme a qualunque altro problema o domanda su ciò che è stato proposto alle lezioni magistrali. Queste ultime servono in genere solo a presentare il materiale di base all'interno del programma di studi e devono necessariamente essere integrate con la lettura supplementare dei libri di testo o il completamento degli esercizi da parte dello studente. Il numero di supervisions settimanali varia a seconda delle diverse materie; quelle scientifiche prevedono anche un certo numero di ore di laboratorio obbligatorie.

### Ricerca
L'università possiede diversi laboratori ed ambienti di ricerca nei suoi vari dipartimenti. Cambridge è uno dei membri del Russell Group che riunisce le università britanniche più all'avanguardia nella ricerca, nonché del gruppo di Coimbra. È considerata facente parte del Golden Triangle, un'area di grande concentrazione di prestigiosi istituti di studio superiore all'interno del Regno Unito e di varie alleanze internazionali come l'International Alliance of Research Universities e la League of European Research Universities. Nel 2009, i gruppi di ricerca hanno attirato 266.9 milioni di sterline in donazioni: molti provengono da consigli nazionali di ricerca e da associazioni di beneficenza.
I dottorandi lavorano in genere verso l'ottenimento del PhD, che è offerto da tutti i dipartimenti. Essi fanno parte di uno specifico gruppo entro il quale sono invitati a lavorare indipendentemente per sviluppare nuove teorie o esperimenti. Il completamento del ciclo di studi richiede almeno tre anni, nel corso dei quali gli allievi sono invitati a partecipare attivamente alla vita accademica e sociale del loro dipartimento, aiutando i giovani studenti nelle supervision e offrendo presentazioni e resoconti sul progresso del loro lavoro.

### Processo di ammissione
Il colloquio è uno dei fattori determinanti per l'ammissione: a coloro che supereranno la prova, verrà fatta un'offerta condizionata al raggiungimento di specifici voti agli A-Levels britannici. Vengono accettate anche molte qualifiche internazionali, come il Baccellierato Internazionale o quello europeo.
Prima del 2020 queste interviste si svolgevano normalmente di persona, ma sono state spostate online durante la pandemia di Covid-19 e da allora, nella maggior parte delle università, sono rimaste online.

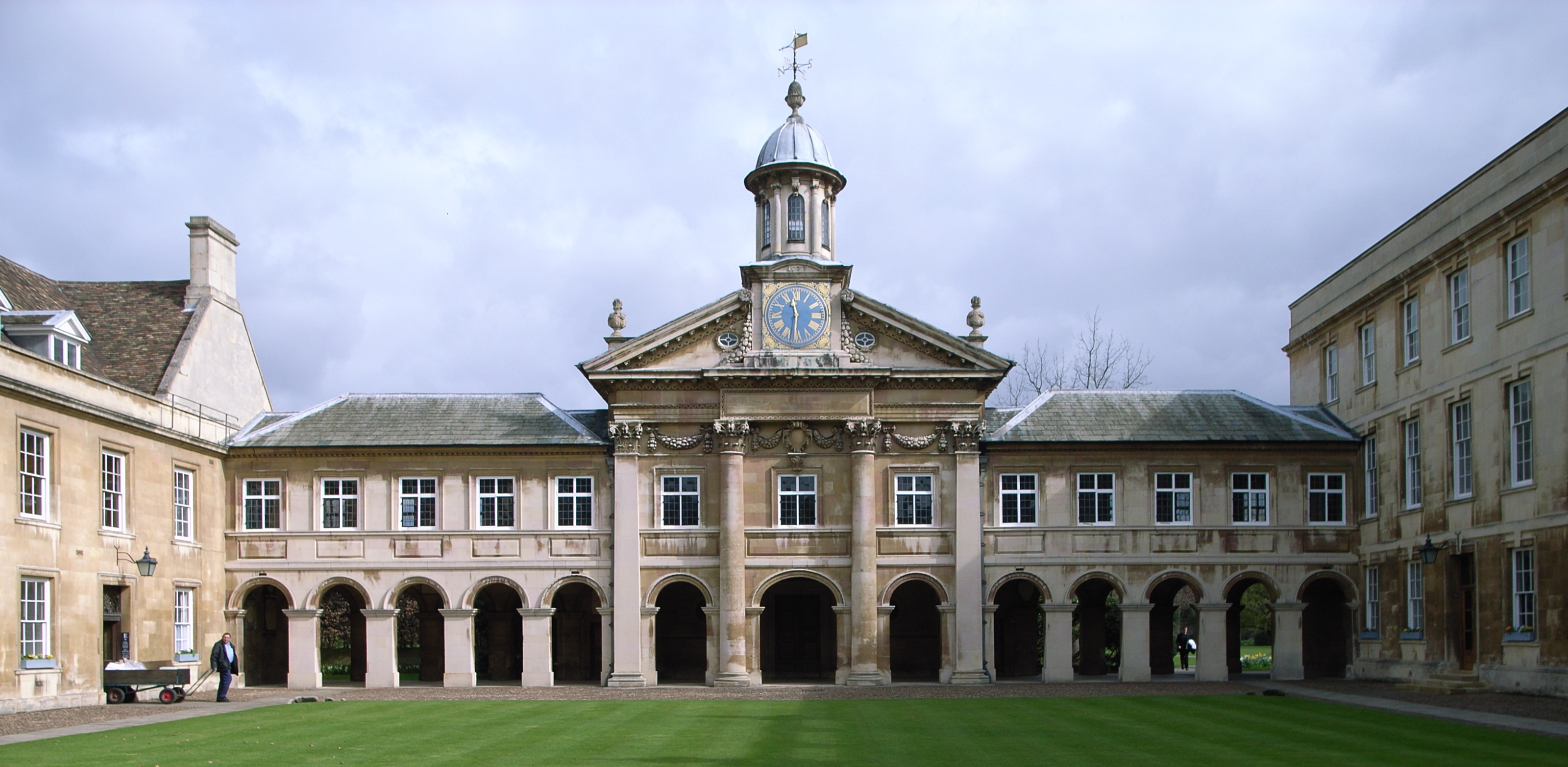
La cappella dell'Emmanuel College

Per assicurarsi l'ingresso dei migliori studenti esiste la Winter Pool: attraverso questo sistema buoni candidati che abbiano subito una forte competizione nel collegio prescelto vengono raccomandati a quei collegi che hanno invece registrato poche domande per una particolare materia.

### Cerimonia di laurea

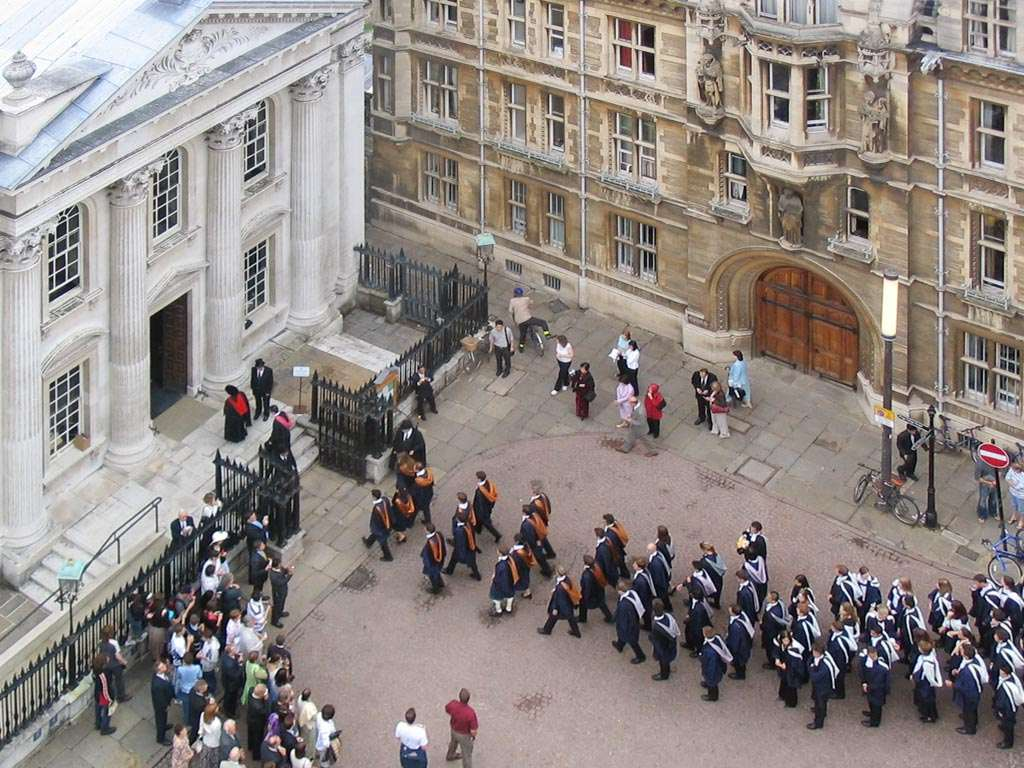
La processione dei laureandi all'entrata della Senate House prima della cerimonia

La cerimonia con cui si conferiscono i diplomi di laurea ha una lunga tradizione; la celebrazione, denominata general admission è definita come una congregation: tutti i membri della Regent House hanno diritto a prendervi parte e a votare, come in qualunque altro atto formale. È perciò nel loro potere obiettare in qualunque momento della funzione al conferimento della laurea ad un particolare studente.
Durante la cerimonia, ogni studente è tenuto a vestirsi secondo canoni ben precisi. La toga indossata dal candidato varia in base al titolo accademico ed alla sua età (se maggiore o minore di 24 anni). La presenza e/o l'assenza degli "strings" nella toga indossata dagli studenti graduati indica se questi hanno ricevuto o no il loro B.A. all'Università di Cambridge.
I candidati sono presentati alla congregazione dal praelector del proprio college tenendogli la mano destra. La cerimonia prevede la recita della tradizionale formula latina. Lo studente si inginocchia di fronte al vicecancelliere dell'università (o a chi ne fa le veci), che gli stringe le mani mentre recita la frase con cui determina l'ammissione alla laurea, benedicendolo. Il neolaureato poi esce dalla Senate House per ritirare il diploma. Studenti dai diversi collegi vengono presentati in un ordine specifico, con i tre Royal Colleges (King's, Trinity e St. John's) che hanno la precedenza.

### Esami pubblici
L'università è anche responsabile della redazione di diversi esami pubblici nel Regno Unito e di varie altre prove di valutazione distribuite in tutto il mondo. Sono inclusi gli esami dell'OCR (Oxford, Cambridge and RSA Examinations), fra i quali gli A-level e i GCSE, gli esami ESOL per l'accertamento del livello di conoscenza della lingua inglese e diversi test richiesti per l'ammissione alle università britanniche, come il BMAT e lo STEP. Esiste un dipartimento specifico per queste mansioni, che prende il nome Cambridge Assessment e fu fondato nel 1858 come associazione no-profit.

### Finanze
L'università e i collegi, essendo enti pubblici, dispongono di risorse messe a disposizione dal governo britannico sotto forma di sussidi per la ricerca.
Nel 2000, Bill Gates, ha donato 210 milioni di dollari tramite la sua fondazione per istituire la Gates Scholarship, che permette agli studenti di tutto il mondo di usufruire di un aiuto finanziario per intraprendere un dottorato a Cambridge.

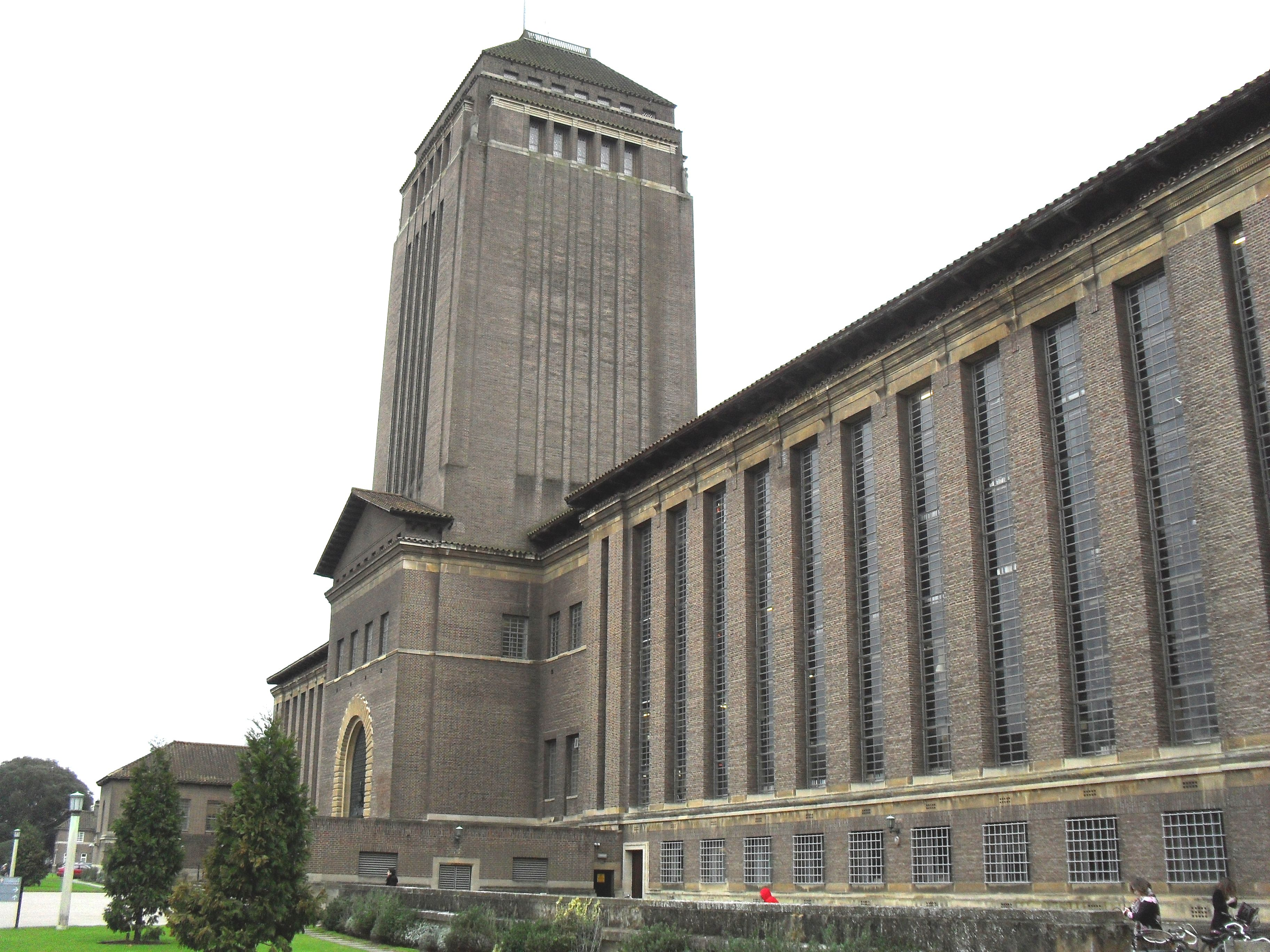
La University Library

### Amministrazione

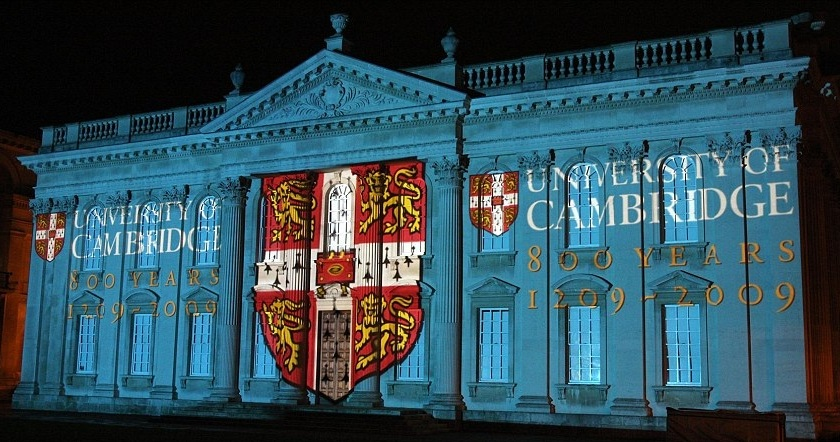
La Senate House durante le celebrazioni per l'800º anniversario dell'università nel 2009

L'università di Cambridge è un'istituzione collegiale: possiede un centro amministrativo di controllo di tutte le attività e un numero di collegi indipendenti, ciascuno con i propri possedimenti ed introiti. La maggior parte dei collegi non è specializzato in alcun settore e riunisce piuttosto professori, studenti e personale accademico da diverse aree di studio. Allo stesso modo, in tutti i dipartimenti dell'università si trovano studenti ed insegnanti provenienti dai diversi collegi. Le diverse facoltà sono responsabili dell'organizzazione delle lezioni, delle eventuali sessioni di laboratorio e di stilare un curriculum da seguire, sempre in accordo con il corpo governativo. Il rettore dell'università è noto con la denominazione di "vice-cancelliere".
Cancelliere e vice-cancelliere
La figura del Cancelliere esiste almeno dal 1246 ed è una posizione assegnata a vita, più che altro cerimoniale, mentre il Vice-cancelliere è colui che si occupa del governo e del controllo dell'università.
Senate House e Regent House
Il senato dell'università è formato da coloro che hanno ottenuto un Master of Arts da Cambridge e si riunisce nella Senate House. Il senato elegge il Cancelliere ed altri membri dell'amministrazione; fino al 1950 eleggeva due membri della Camera dei Comuni. La Regent House è invece il corpo governativo che si occupa di prendere decisioni e stabilire regole grazie ad un sistema di votazione democratico.
Council e General Board

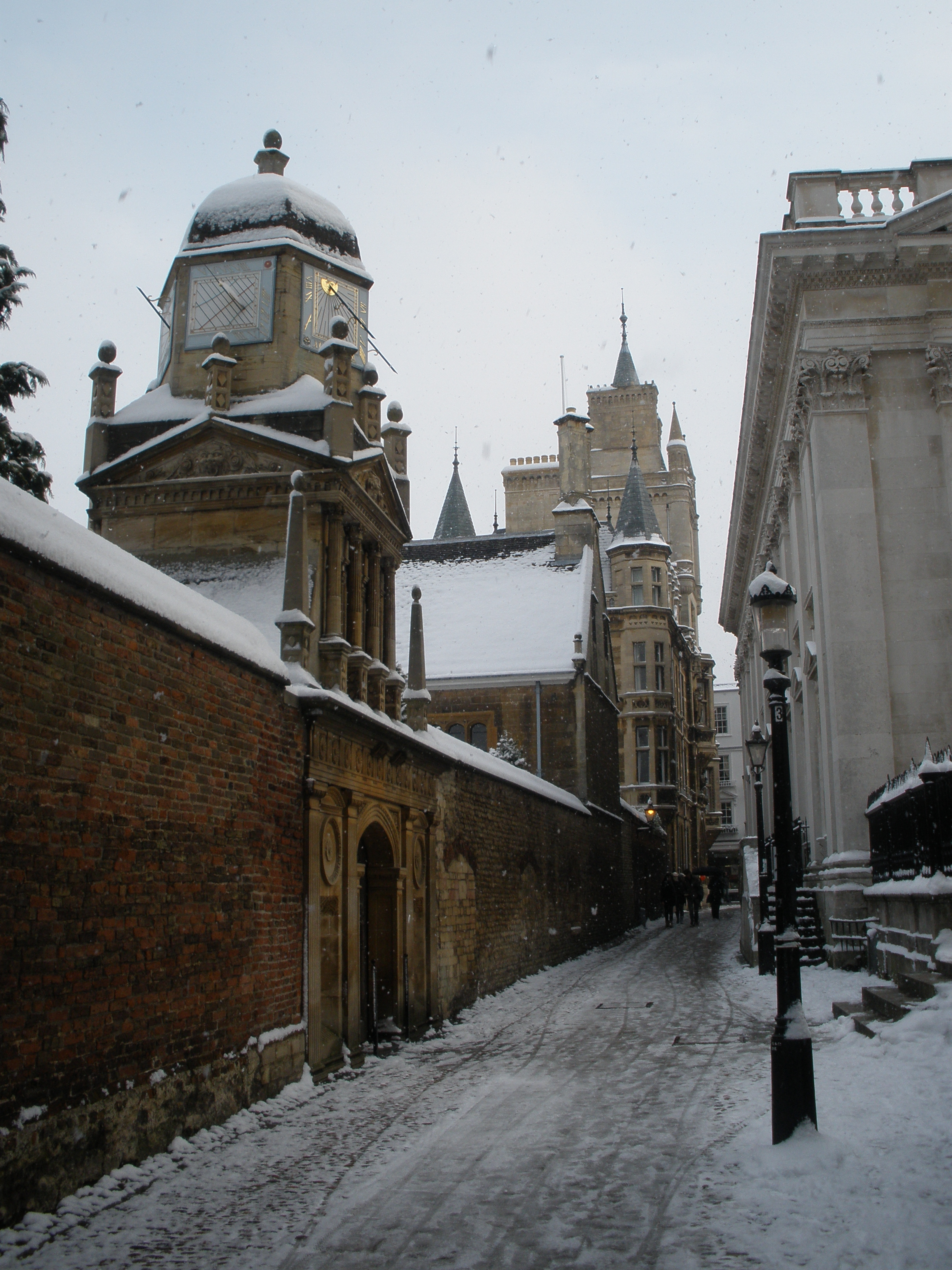
Il Senate House Passage nella neve con, a sinistra, il Gonville and Caius College

Il Council è il gruppo amministrativo dell'università e decide le varie politiche e regole; risponde direttamente alla Regent House, alla quale è obbligato a riferire questioni e problemi che riguardino l'istituzione. Per comunicare le varie decisioni, il Council utilizza il Cambridge University Reporter, la pubblicazione settimanale ufficiale dell'università di Cambridge.
La General Board of Faculties è responsabile delle politiche accademiche: approva i corsi di insegnamento, colloca i fondi disponibili fra i vari dipartimenti e si assicura dello stato finanziario delle sei Scuole. Si accerta anche della qualità delle lezioni e della regolarità delle prove di esame, ricevendo i rapporti dei commissari esterni.

## Cancellieri
Si riporta di seguito il nome e la durata dell'incarico dei cancellieri più famosi dell'università: 
- Principe Filippo di Edimburgo[83] (1976-2021)
- John Cavendish[83] (1381)
- Guglielmo Federico di Hannover[83] (1811-1834)
- Thomas Pelham-Holles[83] (1748-1768)
- Alberto di Sassonia-Coburgo-Gotha[83] (1847-1861)
- David Sainsbury[84] (dal 2011)

## Vice-cancellieri
- Leszek Borysiewicz[85] (2010-2017)
- Stephen Toope[85] (dal 2017)

## Letteratura e cultura di massa

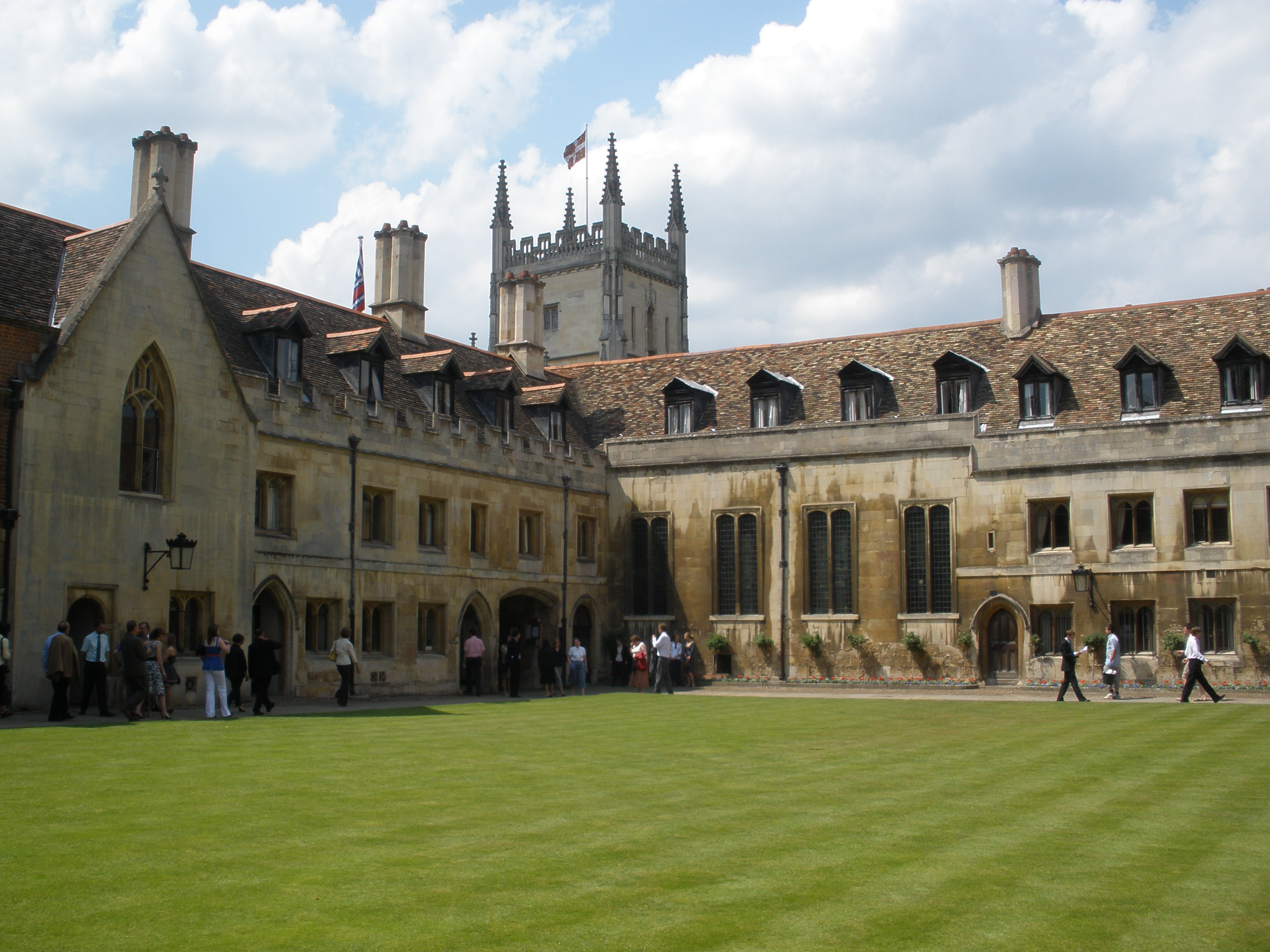
Il Pembroke College

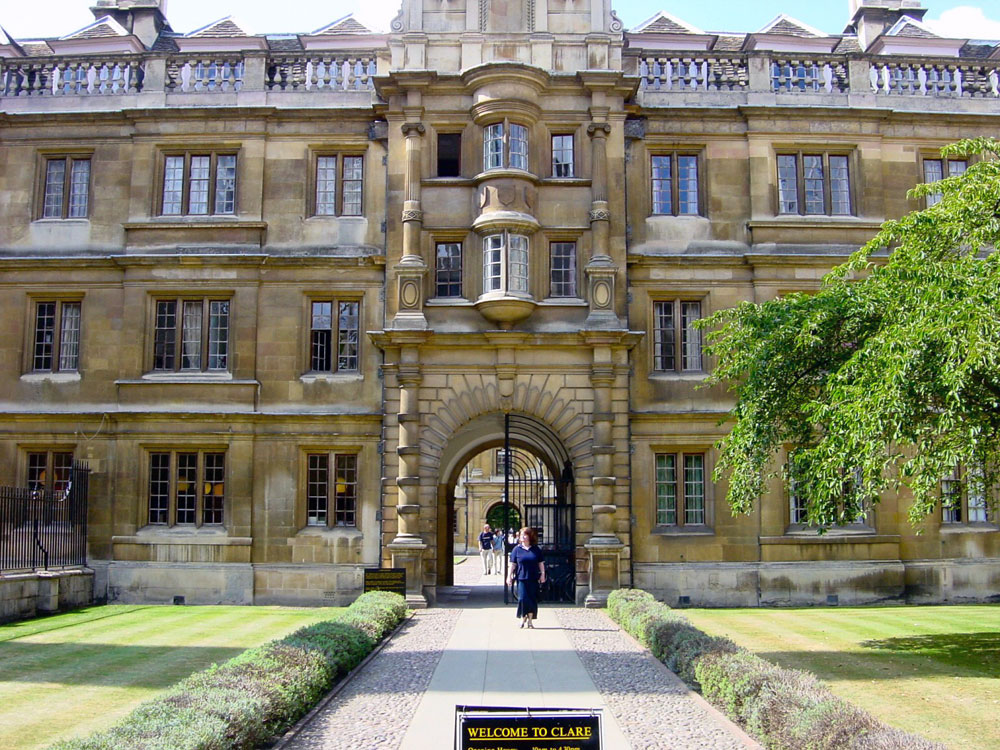
La Old Court del Clare College

L'università, data la sua longevità, è nominata in molte opere:
- In Il racconto del Fattore, parte de I racconti di Canterbury, i protagonisti risiedono a King's Hall che fu poi inglobata nel Trinity College.
- In Orgoglio e pregiudizio di Jane Austen i principali antagonisti sono dei laureati di Cambridge.
- Nel romanzo Lei di Henry Rider Haggard la protagonista, Horace Holly, è una giovane professoressa presso l'università.
- Nell'opera Utopia, Limited di Gilbert e Sullivan la principessa Zara fa la sua entrata in scena di ritorno da un periodo di studi al Girton College.
- In La professione della signora Warren di George Bernard Shaw la protagonista è una gestrice di bordelli che manda la figlia a studiare a Cambridge. Il romanzo è focalizzato sulla relazione fra madre e figlia, che rimane scioccata quando scopre la fonte della ricchezza di famiglia.
- Nella serie di racconti basati sul personaggio di Psmith di P. G. Wodehouse sia il protagonista che il suo migliore amico studiano a Cambridge
- In La stanza di Jacob di Virginia Woolf il protagonista Jacob Flanders fu uno studente al Trinity College. Anche in Le onde della stessa autrice Bernard e Neville sono due laureati di Cambridge.
- in”Lontano dal pianeta silenzioso di Clive Staples Lewis incomincia presso l'università narrando del Dr. Elwin Ransom, un professore di filologia.
- Nel romanzo Maurice di Edward Morgan Forster, da cui è stato anche tratto un omonimo film, si narra di una relazione omosessuale fra due undergraduates di Cambridge.
- in Porterhouse Blue e il suo seguente Grantchester Grind di Tom Sharpe sono due romanzi comici sulla vita nei college, ambientati nell'immaginario Porterhouse.
- Il film Momenti di gloria di Hugh Hudson è parzialmente ambientato nella Cambridge degli anni venti dato che Harold Abrahams, su cui è basata la storia, fu un vero studente.
- in Dirk Gently. Agenzia di investigazione olistica di Douglas Adams è ambientato in un immaginario St. Cedd's College dell'università di Cambridge.
- In Espiazione di Ian McEwan i personaggi di Cecilia e Robbie sono di Cambridge e l'università viene citata diverse volte.
- Anche nel film Page Eight di David Hare è ambientato a Cambridge e tre dei personaggi principali erano amici in collegio.